# Friedrich Löffler (Verfahrenstechniker)
Friedrich Löffler (* 21. Oktober 1933 in Pforzheim; † 6. Januar 1994) war ein deutscher Verfahrenstechniker und Universitätsprofessor.

## Leben und Wirken
Friedrich Löffler war der Sohn eines Oberförsters. Nach dem Abitur im Jahr 1954 studierte er Maschinenbau an der Technischen Hochschule (TH) Karlsruhe und beendete sein Studium 1959 mit dem Diplom nach neun Semestern in der Fachrichtung Verfahrenstechnik. Im Anschluss war er wissenschaftlicher Mitarbeiter am Institut für Verfahrenstechnik der TH Karlsruhe. Seine Dissertation mit dem Titel Untersuchung der Haftkräfte zwischen Feststoffteilchen und Filterfaseroberflächen bei Hans Rumpf schloss Löffler 1965 ab. Seine Habilitation erfolgte 1971. Im Jahr 1973 erhielt er eine Professur für Mechanische Verfahrenstechnik an der Universität Karlsruhe. Schwerpunkt von Löfflers Arbeiten war die Untersuchung von Mehrphasenströmungen. Von 1991 bis 1993 war Löffler Dekan der Fakultät für Chemieingenieurwesen. Ehrenamtlich war er in der Kommission Reinhaltung der Luft tätig und gehörte deren Vorstand und Beirat an. Darüber hinaus war er Fachgutachter, Fachausschussvorsitzender und Vertrauensdozent der Deutschen Forschungsgemeinschaft. Er gehörte der DECHEMA, der Gesellschaft für Aerosolforschung und dem Verein Deutscher Ingenieure (VDI) mit der fachlichen Zuordnung VDI-Gesellschaft Verfahrenstechnik und Chemieingenieurwesen (VDI-GVC) an.
Für seine Forschungsarbeiten erhielt Löffler 1974 den von der VDI-GVC verliehenen Arnold-Eucken-Preis. Die 1964 in London gegründete Gesellschaft für Filtertechnik (Filtration Society) verlieh ihm 1980 und 1991 die Goldmedaille für hervorragende Forschungsarbeiten auf dem Gebiet der Filtrations- und Trenntechnik; Löffler war somit der erste Preisträger, der diese Auszeichnung zum zweiten Mal erhielt. Die Kommission Reinhaltung der Luft würdigte seine Verdienste als Obmann der Planungsgruppe des Hauptausschusses Verfahren zur Abgasreinigung, Staubtechnik 1981 mit der VDI-Ehrenmedaille in Gold.
In Anerkennung seiner Leistung verleiht die GVC seit 2013 den Friedrich-Löffler-Nachwuchspreis für besondere Verdienste in der Partikelforschung.

## Werke (Auswahl)
- Untersuchung der Haftkräfte zwischen Feststoffteilchen und Filterfaseroberflächen, Karlsruhe 1965 (Dissertationsschrift)
- Die Staubabscheidung in Faserfiltern, Karlsruhe 1971 (Habilitationsschrift)
- Staubabscheidung mit Schlauchfiltern und Taschenfiltern, Vieweg Braunschweig/Wiesbaden 1984, ISBN 3-528-08566-5 (zusammen mit Hans Dietrich und Werner Flatt)
- Staubabscheiden, Thieme Stuttgart/New York 1988, ISBN 3-13-712201-5
- Grundlagen der mechanischen Verfahrenstechnik, Vieweg Braunschweig/Wiesbaden 1992, ISBN 3-528-08341-7 (zusammen mit Jürgen Raasch)